# Tommy Thompson (politico)
Tommy George Thompson (Elroy, 19 novembre 1941) è un politico statunitense, governatore del Wisconsin dal 1987 al 2001 e segretario della salute e dei servizi umani durante la presidenza di George W. Bush.

## Biografia
Esponente del Partito Repubblicano, è stato segretario della salute e dei servizi umani degli Stati Uniti d'America dal 2001 al 2005. Candidato alle elezioni presidenziali statunitensi del 2008, si è ritirato prima dell'inizio delle primarie.